# Joan Jett & the Blackhearts
Joan Jett and The Blackhearts es una banda de rock y proyecto paralelo estadounidense de la homónima cantante Joan Jett como grupo musical, formada en los años 1980, en donde entonces eran muy populares en el estilo del glam rock.

## Historia
En la primavera de 1979, Joan Jett (guitarrista y vocalista) fue a Inglaterra a hacer su carrera en solitario. Estando allí, grabó tres canciones con dos integrantes de Sex Pistols, Paul Cook y Steve Jones (uno de ellas fue una primera versión de una canción llamada "I Love Rock N Roll", originalmente escrita y presentada por The Arrows). De vuelta en Los Ángeles, Joan comenzó a rodar una película basada en The Runaways llamada "We're All Crazee Now!". La película nunca fue editada, pero durante la realización del proyecto Joan conoció al compositor y productor Kenny Laguna, con el que entabló amistad, decidiendo así trabajar juntos.
Jett y Laguna entraron en "The Who's Ramport Studios" para grabar el debut en solitario de la primera. El disco Joan Jett fue editado en Europa, pero en los Estados Unidos nada menos que 29 grandes sellos declinaron sacar el disco. Jett y Laguna lo editaron independientemente en su propio sello Blackheart Records. De esta forma Jett se convertiría en la primera intérprete femenina en crear su propio sello discográfico.
Con la asistencia de Laguna, Jett formó a The Blackhearts. La banda fue creada a comienzos de la década de los 80's; además de Jett, la banda estaba integrada por Ricky Byrd, John Doe, Gary Ryan y Eric Ambel quien fue reemplazado por Ricky Byrd. Con Byrd en la guitarra, la banda continuo como "Joan Jett and The Blackhearts" y grabaron su exitoso álbum I Love Rock N' Roll.

## Discografía

### Àlbumes de Estudio como grupo musical
- 1981: "I Love Rock 'n Roll"
- 1983: "Album"
- 1984: "Glorious Results of a Misspent Youth"
- 1986: "Good Music"
- 1988: "Up Your Alley"
- 1991: "Notorious"
- 1994: "Pure and Simple"
- 2004: "Naked"
- 2006: "Sinner"
- 2013: "Unvarnished"

### EP
- 1993: "Flashback Sampler"
- 1995: "Cherry Bomb"
- 2000: "Unfinished Business"
- 2006: "A.C.D.C."